# Euphylidorea nigrogeniculata
Euphylidorea nigrogeniculata là một loài ruồi trong họ Limoniidae. Chúng phân bố ở miền Tân bắc.